# Regeringen Jatsenjuk I
Den artikel handler sig om Jatsenjuks første regering, for Jatsenjuks anden regering, se Regeringen Jatsenjuk II.
Regeringen Jatsenjuk I var den midlertidige regering i Ukraine mellem 27. februar og 26. oktober 2014. Den tiltrådte under Euromajdan, hvor voldelige gadeoptøjer og et antal dødsfald førte til, at den siddende regering mistede sit parlamentariske grundlag. Den midlertidige regering, som blev ledet af Arsenij Jatsenjuk, sidder på et mandat fra det ukrainske parlament, og fik fornyet støtte i maj af den nyvalgte præsident, Petro Porosjenko.

## Beskrivelse
Ukraines parlament, Verkhovna Rada, godkendte den 27. februar 2014 regeringen, og det nye statsminister blev den dengang 39-årige Arsenij Jatsenjuk, lederen af Fædrelandsforbundet. Det højreekstreme parti Svoboda fik flere tunge poster i regeringen. Derimod fik et af det mest synlige partier under Euromajdan-demonstrationerne, UDAR med Vitalij Klitjko som leder, ingen plads i regeringen.
Arsenij Jatsenjuks regering bestod af omtrentlig tre lige store grupper: repræsentanter for de parlamentariske partier Fædrelandsforbundet og Svoboda, repræsentanter fra protestbevægelsen samt teknokrater - specialister uden direkte tilhør til en politisk bevægelse.
Socialminister Ljudmyla Denisova var regeringens eneste kvindelige minister.
Regeringen havde under sin korte regeringstid fire forsvarsministre, som kun sad på posten i 26 (Tenjutj), 100 (Koval), 103 (Heletej) og 12 dage (Poltorak).
Den 24. juli meddelte Jatsenjuk sin regerings afskedansøgning, hvilket parlamentet imidlertid nægtede at godkende. Herefter fratrådte en række ministre (uafhængige, fra UDAR og Svoboda) fra deres poster. Den 25. august udskrev præsident Porosjenko parlamentsvalg til afvikling den 26. oktober 2014.

## Ministre
Herunder findes en ministerliste med titel, navn og en farve, som betegner partiet.
| Parti |                     | Fædrelandsforbundet |
| Parti | Svoboda             |                     |
| Parti | Partiløs            |                     |
| Parti | Euromajdan-aktivist |                     |

| Ministertitel                              | Parti | Foto                                                 | [ 5 ]                                               |
| ------------------------------------------ | ----- | ---------------------------------------------------- | --------------------------------------------------- |
| Statsminister                              |       |                                                      | Arsenij Jatsenjuk                                   |
| Vicestatsminister                          |       |                                                      | Vitalij Jarema (til 19. juni 2014)                  |
| Vicestatsminister                          |       | Ledig (fra 19. juni 2014)                            |                                                     |
| Vicestatsminister                          |       |                                                      | Oleksandr Sytj                                      |
| Vicestatsminister                          |       |                                                      | Volodymyr Hrojsman                                  |
| Justitsminister                            |       |                                                      | Pavlo Petrenko                                      |
| Udenrigsminister                           |       |                                                      | Andrij Desjtjytsia (fungerende) (til 19. juni 2014) |
| Udenrigsminister                           |       | Pavlo Klimkin (fungerende) (fra 19. juni 2014)       |                                                     |
| Finansminister                             |       |                                                      | Oleksandr Sjlapak                                   |
| Socialminister                             |       |                                                      | Ljudmyla Denisova                                   |
| Sundhedsminister                           |       |                                                      | Oleh Musij                                          |
| Minister for økonomisk udvikling og handel |       |                                                      | Pavlo Sjeremeta (25 marts–2 september 2014)         |
| Minister for økonomisk udvikling og handel |       | Anatoliy Maksyuta (fra 3. september 2014)            |                                                     |
| Uddannelses- og videnskabsminister         |       |                                                      | Serhij Kvit                                         |
| Kulturminister                             |       |                                                      | Jevhen Nysjtjuk                                     |
| Forsvarsminister                           |       |                                                      | Ihor Tenjutj (fungerende) (til 25. marts 2014)      |
| Forsvarsminister                           |       | Mykhailo Koval (fungerende) (25. marts–3. juli 2014) |                                                     |
| Forsvarsminister                           |       | Valerij Heletej (3. juli - 12. oktober 2014)         |                                                     |
| Forsvarsminister                           |       | Stepan Poltorak (fra 14. oktober 2014)               |                                                     |
| Indenrigsminister                          |       |                                                      | Arsen Avakov                                        |
| Landbrugsminister                          |       |                                                      | Ihor Sjvajka                                        |
| Energi- og kulmineminister                 |       |                                                      | Jurij Prodan                                        |
| Miljøminister                              |       |                                                      | Andrij Mochnyk                                      |
| Infrastrukturminister                      |       |                                                      | Maksym Burbak                                       |
| Ungdoms- og idrætsminister                 |       |                                                      | Dmytro Bulatov                                      |
| Kabinetminister                            |       |                                                      | Ostap Semerak                                       |